# Kento Hashimoto
Kento Hashimoto (橋本 拳人, Hashimoto Kento, Tokio, 16 augustus 1993) is een Japans voetballer die als middenvelder speelt bij FC Tokyo.

## Clubcarrière
Hashimoto begon zijn carrière in 2012 bij FC Tokyo. In het seizoen 2013 en 2014 kwam hij op huurbasis uit voor Roasso Kumamoto.

## Interlandcarrière
Hashimoto maakte op 26 maart 2019 zijn debuut in het Japans voetbalelftal tijdens een vriendschappelijke wedstrijd tegen Bolivia.

## Statistieken
| Japans voetbalelftal | Japans voetbalelftal | Japans voetbalelftal |
| Jaar                 | Wed.                 | Dlp.                 |
| -------------------- | -------------------- | -------------------- |
| 2019                 | 7                    | 0                    |
| Totaal               | 7                    | 0                    |